# Cnemotrupes blackburni
Cnemotrupes blackburni es una especie de coleóptero de la familia Geotrupidae.

## Subespecies
- Cnemotrupes blackburni blackburni (Fabricius, 1781)
- Cnemotrupes blackburni excrementi (Say, 1823)

## Distribución geográfica
Habita en América del Norte.